# Świder (wiertnictwo)

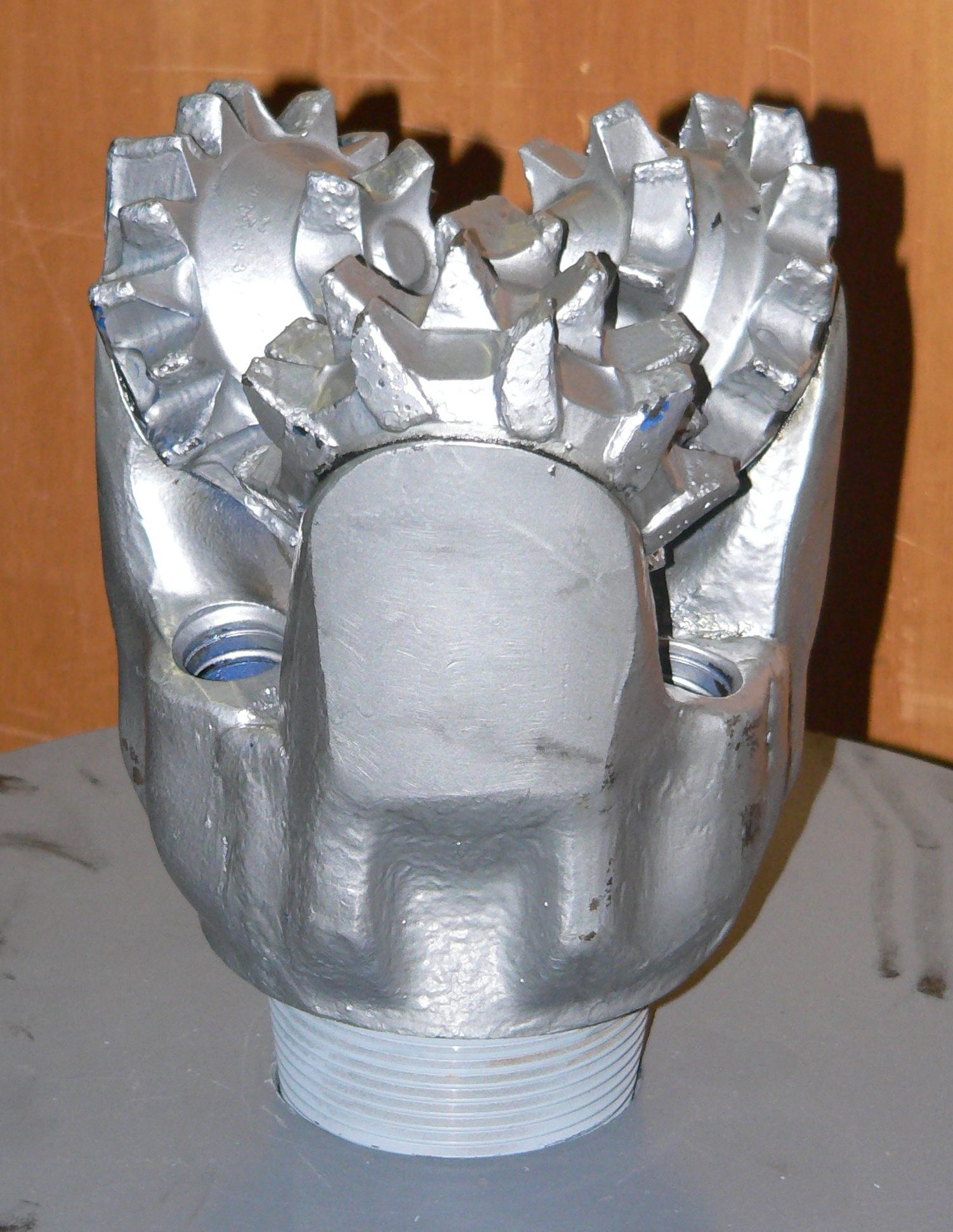
Świder gryzowy

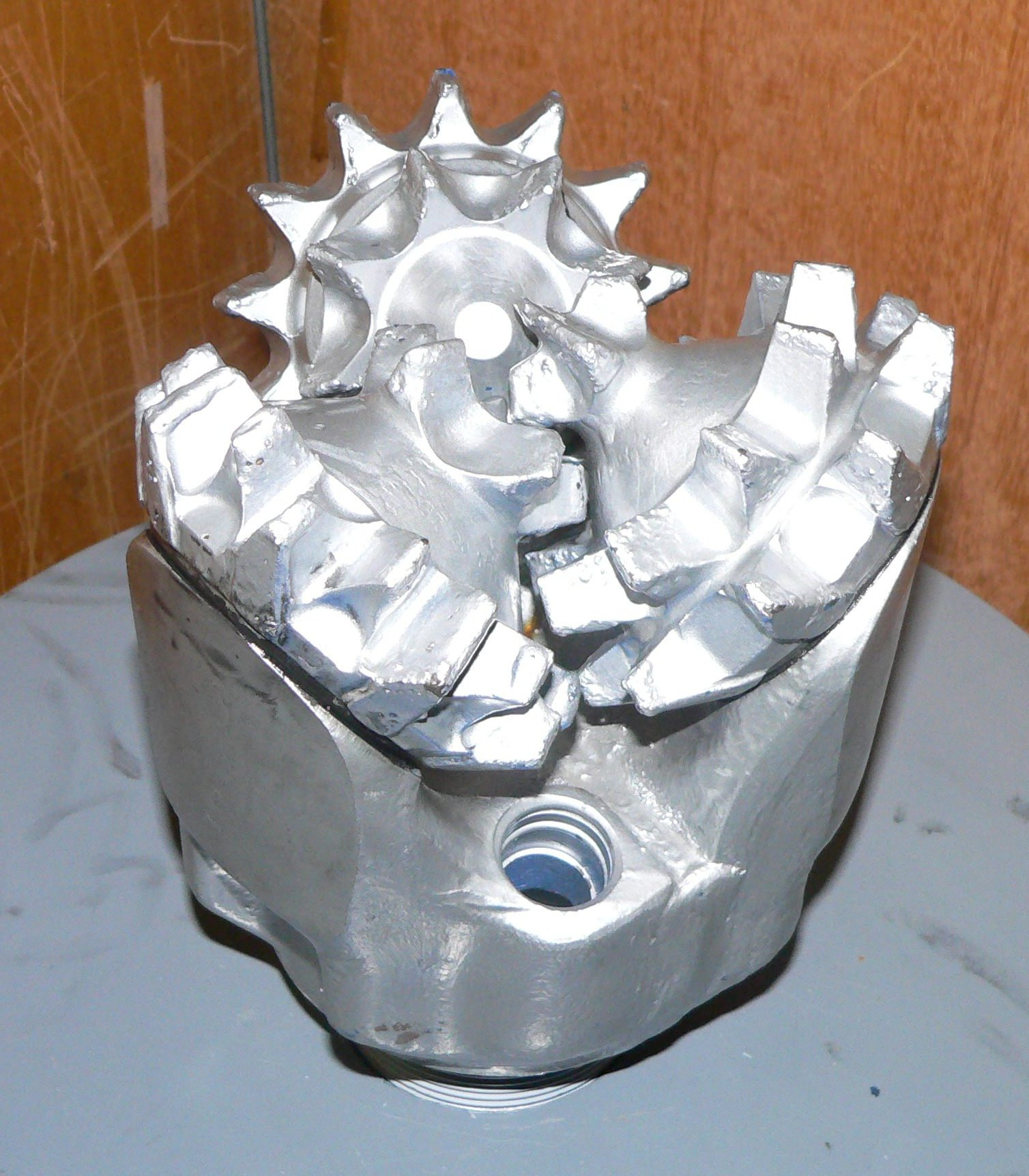
Świder gryzowy

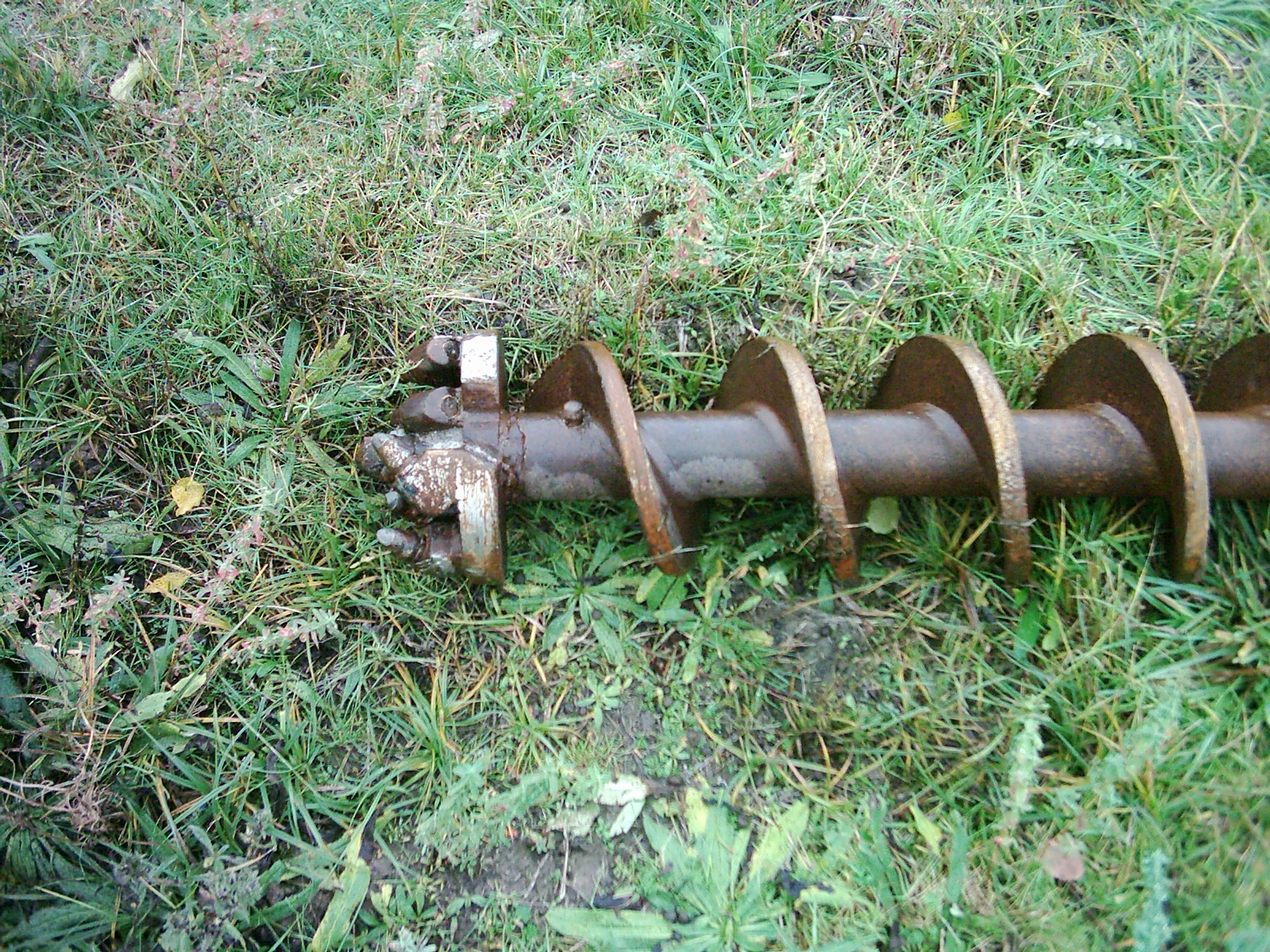
Świder ślimakowy

Świder – narzędzie wiercące służące do zwiercania skał stosowane w wiertnictwie; narzędzie to połączone jest z przewodem wiertniczym i zapuszczane do otworu wiertniczego. Od doboru odpowiedniego świdra zależą w znacznym stopniu wartości wskaźników, charakteryzujące proces wiercenia, do których należą: mechaniczna prędkość wiercenia, marszowa prędkość wiercenia i uwiert narzędziem wiercącym.
W zależności od rodzaju wiercenia, rodzaju skały i głębokości używa się różnych typów narzędzi wiercących:
- Wiercenia udarowe
  - świdry płaskie
  - świdry szczękowe
  - świdry krzyżowe

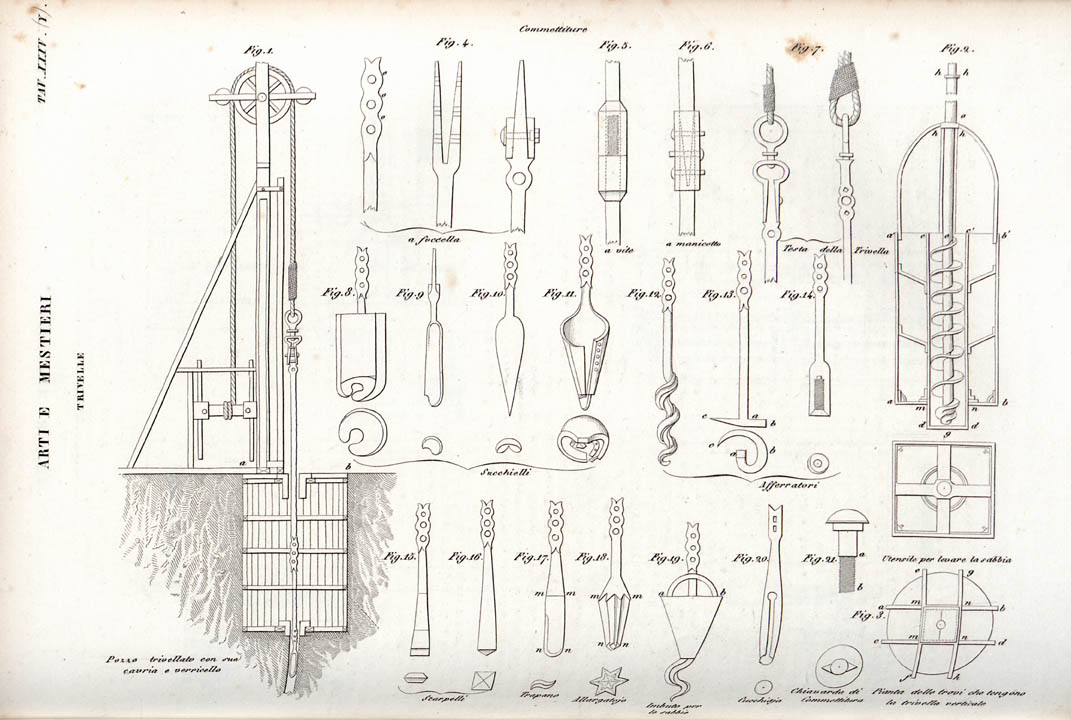
Świder (wiertnictwo), 1849

  - świdry ekscentryczne (mimośrodowe)
  - świdry piramidalne
  - świdry zetowe
  - łyżki wiertnicze (szlamówki)

- Wiercenia okrętne
  - świdry rurowe
  - świdry spiralne
  - świdry spiralne z osłoną
  - świdry spiralno-rurowe
  - świdry skrzynkowe
  - świdry talerzowe
  - świdry ślimakowe

- Wiercenia obrotowe
  - świdry gryzowe (gryzy)
  - świdry typu rybi ogon
  - świdry diamentowe
  - świdry PDC
  - koronki rdzeniowe
  - koronki diamentowe

## Kod IADC klasyfikacji narzędzi wiercących[1][2]

### Świdry gryzowe
W przypadku świdrów gryzowych frezowanych i słupkowych składa się z 3 cyfr i 1 litery.
PIERWSZY indeks od 1 do 8 określa typ narzędzia i odpowiada wzrostowi twardości skały:
od 1 do 3 charakteryzują świdry gryzowe ze stalowymi, frezowanymi zębami
od 4 do 8 charakteryzują świdry gryzowe ze słupkami z twardych spieków
DRUGI indeks od 1 do 4 określa klasyfikacje typu świdra w zależności od  twardości skał:
1 – miękkie
2 – średnie
3 – twarde
4 – bardzo twarde
TRZECI indeks od 1 do 7 określa cechy konstrukcyjne: typ łożysk gryzów oraz wskazują na obecność lub brak utwardzeń zewnętrznej części gryzów kształtkami z twardego spieku:
1 – nieuszczelnione łożyska oraz brak utwardzenia zewnętrznej części gryzów
2 – nieuszczelnione łożyska oraz brak utwardzenia zewnętrznej części gryzów, świder przeznaczony do wiercenia z płuczką powietrzną
3 – nieuszczelnione łożyska oraz utwardzenia zewnętrznej części gryzów  ze zbrojeniem skrajnych wieńców
4 – uszczelnione łożyska oraz brak utwardzenia zewnętrznej części gryzów
5 – uszczelnione łożyska oraz utwardzenia zewnętrznej części gryzów
6 – uszczelnione łożyska ślizgowe bez utwardzenia zewnętrznej części gryzów
7 – uszczelnione łożyska ślizgowe oraz utwardzenia zewnętrznej części gryzów
8 – specjalne do wierceń kierunkowych
9 – specjalne
CZWARTY indeks litera określa właściwości narzędzia
A – świdry przeznaczone do wiercenia z płuczką powietrzną
B – specjalne uszczelnienie łożyska
C – świdry ze środkowym płukaniem
D – świdry specjalne przeznaczone do wiercenia otworów kierunkowych
E – świdry dyszowe z wymiennymi nasadkami dyszowymi
F – świdry dyszowe ze wzmocnionym utwardzeniem zewnętrznej części gryzów
G – 
H – Świdry przeznaczone do wierceń otworów horyzontalnych
J – świdry dyszowe z nasadkami dyszowymi skierowanymi pod kątem względem dna otworu
L – 
M – przeznaczone do wierceń z silnikiem wgłębnym
S – świdry ze standardowymi stalowymi, frezowanymi zębami
T – świdry dwugryzowe
W – 
X – świdry ze słupkami z twardego spieku o zakończeniu w postaci klina
Y – 
Z – świdry ze słupkami z twardego spieku o różnych ich zakończeniu oprócz kształtu klinowego i stożkowego

### Świdry diamentowe
W przypadku świdrów diamentowych kod składa z litery i trzech cyfr.
Pierwszy indeks litera, określa typ elementów skrawających oraz materiał kadłuba
M – świdry z kadłubem matrycowym
S – świdry z kadłubem stalowym
D – świdry z diamentami
Drugi indeks od 1 do 9 określa typ formacji
1 – bardzo miękkie
2 – miękkie
3 – średnio miękkie
4 – średnie
5 – 
6 – średnio twarde
7 – twarde
8 – bardzo twarde
Trzeci indeks od 1 do 9 określa wielkość (PDC) i rodzaj(diamentowe) ostrzy
1 – Naturalne diamenty
2 – PDC 19 mm, sztuczne diamenty
3 – PDC 13 mm, mieszania diamentów naturalnych i sztucznych
4 – PDC  8 mm
Czwarty indeks od 0 do 9 określa profil świdra.